# All Money Is Legal
Albums de Amil
Amil Azizz
(2000)
All Money Is Legal est le premier album studio de la rappeuse américaine Amil. Il est sorti le 19 septembre 2000.

## Liste des titres
1. Smile 4 Me
2. I Got That (featuring Beyoncé)
3. Get Down
4. Y’all Dead Wrong
5. Heard It All (featuring Jay-Z)
6. Quarrels (featuring Carl Thomas)
7. Girlfriend
8. All Money Is Legal (A.M.I.L.)
9. That’s Right (featuring Jay-Z)
10. Anyday
11. Raw
12. No 1 Can Compare
13. 4 da Fam (featuring Jay-Z, Memphis Bleek & Beanie Sigel)

## Ventes
L'album débute à la 45e place du Billboard 200 avec 29 000 exemplaires vendus la première semaine.